# Kuorejärvi (sjö i Ylöjärvi, Birkaland)
Kuorejärvi är en sjö i kommunen Ylöjärvi i landskapet Birkaland i Finland. Arean är 19 hektar och strandlinjen är 3,54 kilometer lång.  Den  ingår i Kumo älvs huvudavrinningsområde.  Sjön ligger omkring 49 kilometer norr om Tammerfors och omkring 210 kilometer norr om Helsingfors. 
I sjön finns ön Koirasaari. 